# Mesotrichoca mesozoica
Mesotrichoca mesozoica is een uitgestorven muggensoort uit de familie van de galmuggen (Cecidomyiidae). De wetenschappelijke naam van de soort is voor het eerst geldig gepubliceerd in 1990 door Kovalev als Catotricha mesozoica.